# Rudnyćke (obwód kijowski)
Rudnyćke (ukr. Рудницьке) – wieś na Ukrainie, w obwodzie kijowskim, w rejonie browarskim. W 2001 roku liczyła 856 mieszkańców.